# Integrazione numerica

L'integrazione numerica viene usata per calcolare un'approssimazione per l'area sotto la curva definita dal grafico di.

In analisi numerica, l'integrazione numerica, nota anche come quadratura numerica, consiste in una serie di metodi che stimano il valore di un integrale definito, senza dover calcolare la primitiva della funzione integranda. In senso più generale, tale termine viene usato per indicare la risoluzione di equazioni differenziali per mezzo di tecniche di analisi numerica.
Il problema più basilare nell'ambito dell'integrazione numerica è quello di calcolare una soluzione approssimata ad un integrale definito 
{\displaystyle \int _{a}^{b}f(x)\,dx}
ad un livello di precisione dato. Se {\displaystyle f(x)} è una funzione liscia integrata su un dominio limitato, ci sono molti metodi per approssimare l'integrale alla precisione richiesta. 
Le radici dell'integrazione numerica si trovano nella geometria, in particolare riguardano il problema di, data una figura piana, trovare un quadrato con la stessa area della figura data (quadratura). Il più famoso problema di questo tipo è quello della quadratura del cerchio. 

## Motivazione
Ci sono diversi motivi per usare l'integrazione numerica piuttosto che integrare analiticamente una funzione data: 
1. L'integranda {\displaystyle f(x)} potrebbe essere nota solo in alcuni punti, ad esempio se è stata ottenuta per campionamento. Alcuni sistemi embedded ed altre applicazioni computazionali potrebbero necessitare dell'integrazione numerica per questo motivo.
2. Pur conoscendo la forma esplicita dell'integranda, potrebbe essere difficile o impossibile scrivere la funzione integrale in termini di funzioni elementari. Ad esempio la funzione integrale della gaussiana {\displaystyle f(x)=\exp(-x^{2})} si scrive in termini della funzione di errore, che è una funzione speciale.
3. Anche se fosse possibile determinare analiticamente la funzione integrale, potrebbe essere più semplice calcolare un'approssimazione numerica rispetto ad eseguire questa operazione. Questo potrebbe capitare ad esempio se la funzione integrale è data come una serie o un prodotto infinito, o se il suo calcolo richiede una funzione speciale che non si ha a disposizione.

## Metodi di integrazione
Una regola di quadratura è un'approssimazione dell'integrale definito di una funzione, tipicamente descritto come una somma pesata di valori della funzione in specifici punti all'interno del dominio di integrazione, detti nodi di quadratura.  I pesi utilizzati nella somma si dicono invece pesi di quadratura. La scelta di nodi e pesi di quadratura dipende dallo specifico metodo che si utilizza e dalla precisione richiesta nell'approssimazione del risultato. 
Una parte importante dell'analisi di un metodo di integrazione numerica è lo studio del comportamento dell'errore di approssimazione come funzione del numero di valutazioni di funzione integranda richieste. Infatti un metodo che riesce ad avere un errore di approssimazione piccolo con poche valutazioni di funzione è da preferirsi per due motivi: ridurre il numero di valutazioni dell'integranda riduce il numero di operazioni aritmetiche richieste, diminuendo l'errore totale; inoltre ciascuna di queste valutazioni richiede tempo per essere eseguita, e considerando che l'integranda può avere forme molto complicate, questo è un aspetto che impatta il tempo complessivo di esecuzione dell'algoritmo notevolmente. I metodi di integrazione numerica possono essere distinti in due macrocategorie:
- formule di Newton-Cotes, che comprendono la formula del punto medio, formula del trapezio e la formula di Cavalieri-Simpson;
- formule di Gauss.

Nei casi di funzioni a più variabili può essere conveniente usare un metodo Monte Carlo, un metodo quasi-Monte Carlo, o, per dimensioni moderatamente grandi, il metodo delle griglie sparse.

## Connessione alle equazioni differenziali
Il problema di valutare l'integrale definito 
{\displaystyle F(x)=\int _{a}^{x}f(u)\,du}
si può ricondurre ad un problema ai valori iniziali per una equazione differenziale ordinaria applicando il teorema fondamentale del calcolo integrale. Infatti derivando entrambi i lati dell'equazione rispetto a {\displaystyle x}, si ottiene che la funzione {\displaystyle F} soddisfa le condizioni 
{\displaystyle {\begin{cases}{\frac {dF(x)}{dx}}=f(x)\\F(a)=0.\end{cases}}}
Metodi numerici per la soluzione di equazioni differenziali (come i metodi Runge-Kutta) possono essere applicati al problema così riformulato, ottenendo così il valore dell'integrale cercato. 
Viceversa, quando si ha a che fare con le equazioni differenziali è possibile ricondursi alla forma integrale applicando il procedimento descritto sopra al contrario. In questo modo, i metodi di quadratura possono essere applicati per la risoluzione numerica di problemi riguardanti equazioni differenziali.